# Galaxina
 (décembre 2020).
Pour plus de détails, voir Fiche technique et Distribution.
Galaxina est un film à petit budget de comédie et de science-fiction américain réalisé par William Sachs (en), sorti en 1980.

## Synopsis
L'équipage du croiseur Infinity est finalement sur le chemin du retour après une longue mission en espace profond. Juste quand ils pensent pouvoir profiter d'un peu de repos, l'équipage obtient une nouvelle mission : voyager jusqu'au monde Alien Altar 1 et trouver l'étoile bleue de quartz, une pierre mystique qui détient un pouvoir sans limite.

## Fiche technique
- Titre : Galaxina
- Réalisation : William Sachs
- Scénario : William Sachs
- Production : Newton P. Jacobs et Marilyn Jacobs Tenser
- Société de production : Marimark Productions
- Musique : Inconnu
- Photographie : Dean Cundey
- Montage : George Berndt et George Bowers
- Décors : Kathy Curtis-Cahill
- Costumes : Malissa Daniel
- Pays d'origine :  États-Unis
- Format : Couleurs - 2,35:1 - Mono - 35 mm
- Genre : Comédie, science-fiction
- Durée : 95 minutes
- Date de sortie : 6 juin 1980 (États-Unis)

## Distribution
- Dorothy Stratten : Galaxina
- Stephen Macht : Thor
- Avery Schreiber : le capitaine Cornelius Butt
- James David Hinton : Buzz
- Lionel Mark Smith (en) : Maurice
- Tad Horino : Sam Wo
- Ronald Knight : Ordric
- Percy Rodriguez : la voix d'Ordric
- Herb Kaplowitz : Rockeater & Kitty & le chanteur d'opéra
- Stephen Morrell : Chopper
- Angelo Rossitto : le monstre issu de l'œuf
- Nancy McCauley : Elexia
- Fred D. Scott : le commandeur
- David A. Cox : Mr Spot
- Peter Schrum : Fat Daddy

## Autour du film
- Le tournage se déroule dans les studios Paramount, situés à Agoura Hills, en Californie.
- L'androïde Galaxina est interprété par l'actrice canadienne Dorothy Stratten, tout juste élue playmate de l'année 1980 par le magazine Playboy, et assassinée en août de la même année par son mari Paul Snider[1].
- L'actrice Connie Sellecca fut un temps pressentie pour le rôle de Galaxina[réf. nécessaire].

## Distinctions
- Prix du public, lors du Festival international du film fantastique de Bruxelles en 1983.